# Berthold Altaner
Berthold Altaner (* 10. September 1885 in Sankt Annaberg, Oberschlesien; † 30. Januar 1964 in Bad Kissingen, Unterfranken) war ein deutscher katholischer Theologe, Kirchenhistoriker und Patrologe.

## Leben
Berthold Altaner war der Sohn des Kaufmanns Ignaz Altaner (1843–1922) und  Anna Glinski († 1923). Er studierte in Breslau, wo er im Jahr 1911 promoviert wurde. Seine Dissertation trug den Titel Venturino von Bergamo (1304–1346); eine Biographie, zugleich ein Beitrag zur Geschichte des Dominikanerordens im 14. Jahrhundert. In Breslau wurde er 1919 auch für mittlere und neuere Kirchengeschichte habilitiert. Dort wurde er im Jahr 1925 zunächst zum außerordentlichen Professor, am 1. Oktober 1929 zum ordentlichen Professor für Alte Kirchengeschichte ernannt.
Im Jahr 1925 machte der Verlag Herder ihm das Angebot, das von Gerhard Rauschen verfasste und zuletzt von Joseph Wittig bearbeitete Studentenlehrbuch Grundriß der Patrologie neu herauszugeben. Altaner akzeptierte und veröffentlichte 1931 seine überarbeitete Fassung. Im Jahr 1938 erschien unter dem Titel Patrologie. Leben, Schriften und Lehre der Kirchenväter das in der Folge mit seinem Namen verbundene Werk zur Patrologie, dessen weitere Bearbeitung er im Jahr 1959 dem Kirchenhistoriker Alfred Stuiber (1912–1981) übertrug.
Aufgrund seiner Nähe zur Friedensbewegung wurde Altaner nach der Machtergreifung der Nationalsozialisten im Jahr 1933 zwangsemeritiert und somit aus dem Staatsdienst entlassen. Am 2. Februar 1945 musste Altaner aus Breslau fliehen.
Zum 1. August 1946 wurde er als Ordinarius für Patrologie und Liturgik auf den Lehrstuhl für Kirchengeschichte an der Julius-Maximilians-Universität Würzburg berufen, wo er auch das patristische Seminar der Theologischen Fakultät leitete. Einen Ruf an die Universität Salzburg, der auf die Initiative von Papst Pius XII. zurückging, lehnte Altaner ab. Als Dekan der Theologischen Fakultät gehörte er 1948 dem Akademischen Senat der Universität Würzburg an. Am 30. September 1950 wurde er in Würzburg emeritiert.

## Schriften (Auswahl)
- Venturino von Bergamo (1304–1346); eine Biographie, zugleich ein Beitrag zur Geschichte des Dominikanerordens im 14. Jahrhundert (= Kirchengeschichtliche Abhandlungen. Band 9, Heft 2). Nischkowsky, Breslau 1911.
- Der hl. Dominikus: Untersuchungen und Texte (= Breslauer Studien zur historischen Theologie. Band 2). Aderholz, Breslau 1922.
- Die Dominikanermissionen des 13. Jahrhunderts: Forschungen zur Geschichte der kirchlichen Unionen und der Mohammedaner- und Heidenmission des Mittelalters (= Breslauer Studien zur historischen Theologie. Band 3). Franke, Habelschwerdt 1924.
- Patrologie. Leben, Schriften und Lehre der Kirchenväter. Herder, Freiburg im Breisgau 1938.